# Saint-Céneré
Saint-Céneré foi uma comuna francesa na região administrativa da Pays de la Loire, no departamento de Mayenne. Estendia-se por uma área de 18,89 km². Em 2010 a comuna tinha 448 habitantes (densidade: 23,7 hab./km²).
Em 1 de janeiro de 2017, foi incorporada à nova comuna de Montsûrs-Saint-Céneré. Posteriormente, em 1 de janeiro de 2019, esta comuna passou a fazer parte de Montsûrs.